# Mark Braet
Marcel Maurits (Mark) Braet (Nieuwpoort, 7 juli 1925 - Brugge, 6 februari 2003) was een Belgisch Nederlandstalig dichter, redacteur en politicus voor de KPB.

## Levensloop
Braet werd geboren in een aan moeders kant katholiek gezin met twaalf kinderen. Zijn vader was liberaal, progressief en vrijdenker, die zijn afkeer voor het geloof verkondigde. Braet begon als dichter in 1939, twee jaar na het overlijden van zijn moeder. Zijn poëzie was helder en rechtstreeks, met diepte en ritme.
De Tweede Wereldoorlog greep diep op hem in. Hij werd tijdens de Duitse bezetting lid van de illegale communistische partij en werkte mee aan het ondergrondse blad Front. Langs die weg kwam hij in aanraking met het gewapend verzet. Na de bevrijding werd hij medewerker aan het dagblad De Roode Vaan. Van 1963 tot 1970 was hij politiek secretaris van de Kommunistische Partij van België (KPB) federatie West-Vlaanderen en lid van het centraal comité van de partij. Hij stond bij herhaling als kandidaat op de communistische kieslijst voor parlementsverkiezingen.
Mark Braet zette zich actief in voor vrede. 
Van 1970 tot en met 1986 werkte hij als nationaal secretaris van de 'Vriendschapsvereniging België - USSR' (VBU) in Brussel. Hij leidde achttien betaalde krachten. Hij was voorzitter van afdeling Brugge van de VBU. Na het uiteenvallen van de Sovjet-Unie was Braet met Raoul Vanderstockt, Carlos Van Vooren en Johan Ghyselen stichtend lid en oprichter van de vriendschapsvereniging Spoetnik, die de vriendschap met bekenden in de voormalige Sovjet-Unie met vrijwilligers verderzette. Hij was ook mede-oprichter van het literair tijdschrift Kruispunt. 
Hij is medeoprichter van het Masereelfonds in 1971 en Masereelfonds Uitgeverij In 1973. Wanneer deze uitgeverij in 1985 wordt stopgezet, richt Mark Braet samen met A.-M. Braet en Bart Vonck uitgeverij Pablo Nerudafonds op.
In 1982 is hij medeoprichter van vrijmetselaarsloge Tanchelijn.
Mark Braet was zeer actief op socio-cultureel vlak en gaf vele lezingen over o.m. de Spaanse Burgeroorlog, Federico García Lorca, Pablo Neruda, Nazim Hikmet en Rafael Alberti.
Hij vertaalde poëzie uit het Spaans, het Frans en het Duits. Hij vertaalde onder meer werk van Bertolt Brecht en Heinrich Heine en won diverse literaire prijzen. Tevens was hij een kenner en vertaler van Pablo Neruda's poëzie. Braet publiceerde 2 essays en 16 poëziebundels. Een selectie van zijn gedichten verscheen in vertaling in Rusland, Oost-Duitsland, Frankrijk, Hongarije, Griekenland en Bulgarije. Mark Braet ligt begraven op het kerkhof van Steenbrugge, niet veraf van Guido Gezelle. 

## Publicaties
- Achttien stappen in de storm (1950)
- Bagatellen (1952)
- Vrede (1952)
- Tussen gisteren en vandaag (1955)
- Liefde mijn huis (1958)
- Alles 1 wereld (1962)
- Afscheid nemen (1965)
- "Ik leg mijn hand op Spanje",  Essay  (1967)
- Onbewoonbaar verklaard (1972)
- Pablo Neruda,  Essay  (1974)
- Een voltooide zomer (1975)
- Liefde, het meervoudig woord (1980)
- Van de vuurrode bloem (1980)
- Een roos op de bajonet (1986)
- Verdriet waarop men danst (1986)
- Ik ben bedroefd maar niet wanhopig (1994)
- Herknoop het in de herinnering (1995)
- Taalspoor (2002)